# 荒井健
荒井 健（あらい けん、1929年 - ）は、日本の中国文学者、京都大学名誉教授。

## 経歴
1929年、神奈川県生まれ。京都大学文学部に入学し、吉川幸次郎、小川環樹に師事。京都大学大学院文学研究科博士課程満期退学し、橘女子大学助教授となる。後に京都大学人文科学研究所教授。1994年に定年退官し、名誉教授となった。

## 著書
- 『杜牧 中国詩文選18』筑摩書房 1974
- 『秋風鬼雨 詩に呪われた詩人たち』筑摩書房 1982
- 『シャルパンティエの夢』朋友書店 2003

## 編者代表
- 『李義山文索引』京都大学人文科学研究所附属東洋学文献センター 1984、索引叢刊
- 『中華文人の生活』平凡社 1994、京都大学人文科学研究所報告

## 翻訳
- 『中国詩人選集14 李賀』 岩波書店 1959
  - 『李賀 李商隠 新修中国詩人選集5』1984。後者の高橋和巳訳注を補訂
- 『中国詩人選集二集 7 黄庭堅』岩波書店 1963
- 『日本の名著 14 貝原益軒』中央公論社 1969。「大疑録」を現代語訳
- 『世界文学全集 3 中国古典文学』 筑摩書房 1970。「礼記」を編訳
- 『中国文明選 13 文学論集』朝日新聞社 1972。厳羽「滄浪詩話」、他は興膳宏訳「詩品」
- 銭鍾書『結婚狂詩曲』中島長文・中島みどり共訳、岩波文庫 上下 1988
- 文震亨『長物志 明代文人の生活と意見』全3巻 平凡社東洋文庫 1999-2000。訳者代表
- 董若雨『鏡の国の孫悟空 西遊補』大平桂一共訳、平凡社東洋文庫 2002
- 『荻生徂徠全詩』全4巻 田口一郎共訳、平凡社東洋文庫 2020-

## 参考
- 中国知識人の運命―陳寅恪最後の二十年 - 紀伊國屋書店BookWeb